# Jiří Mahen

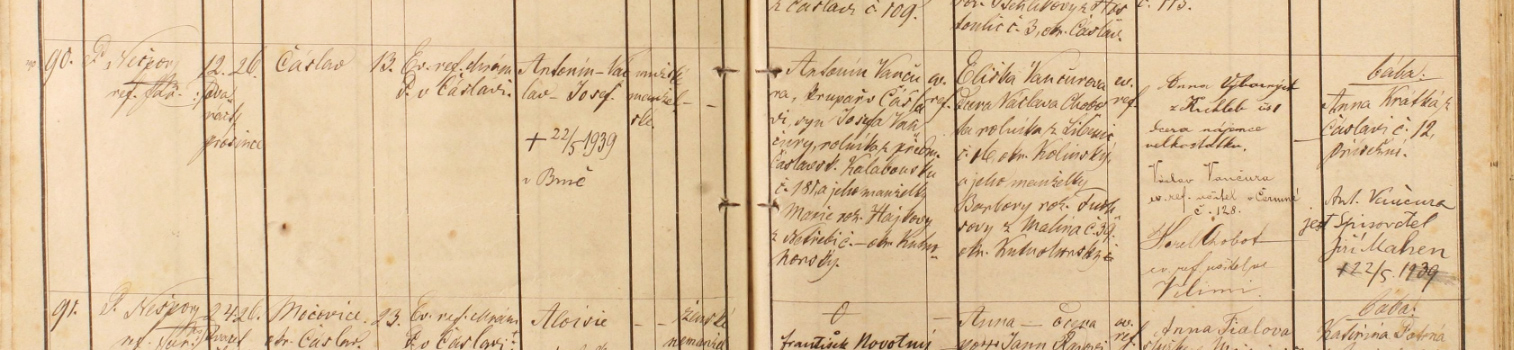
Antonín Vančura, matrika narození

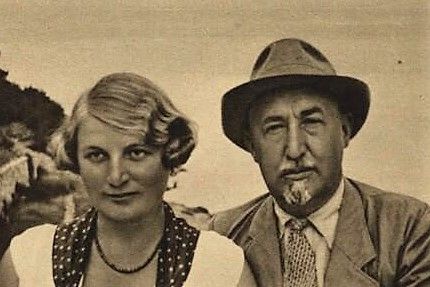
Jiří Mahen s manželkou (nedatováno)

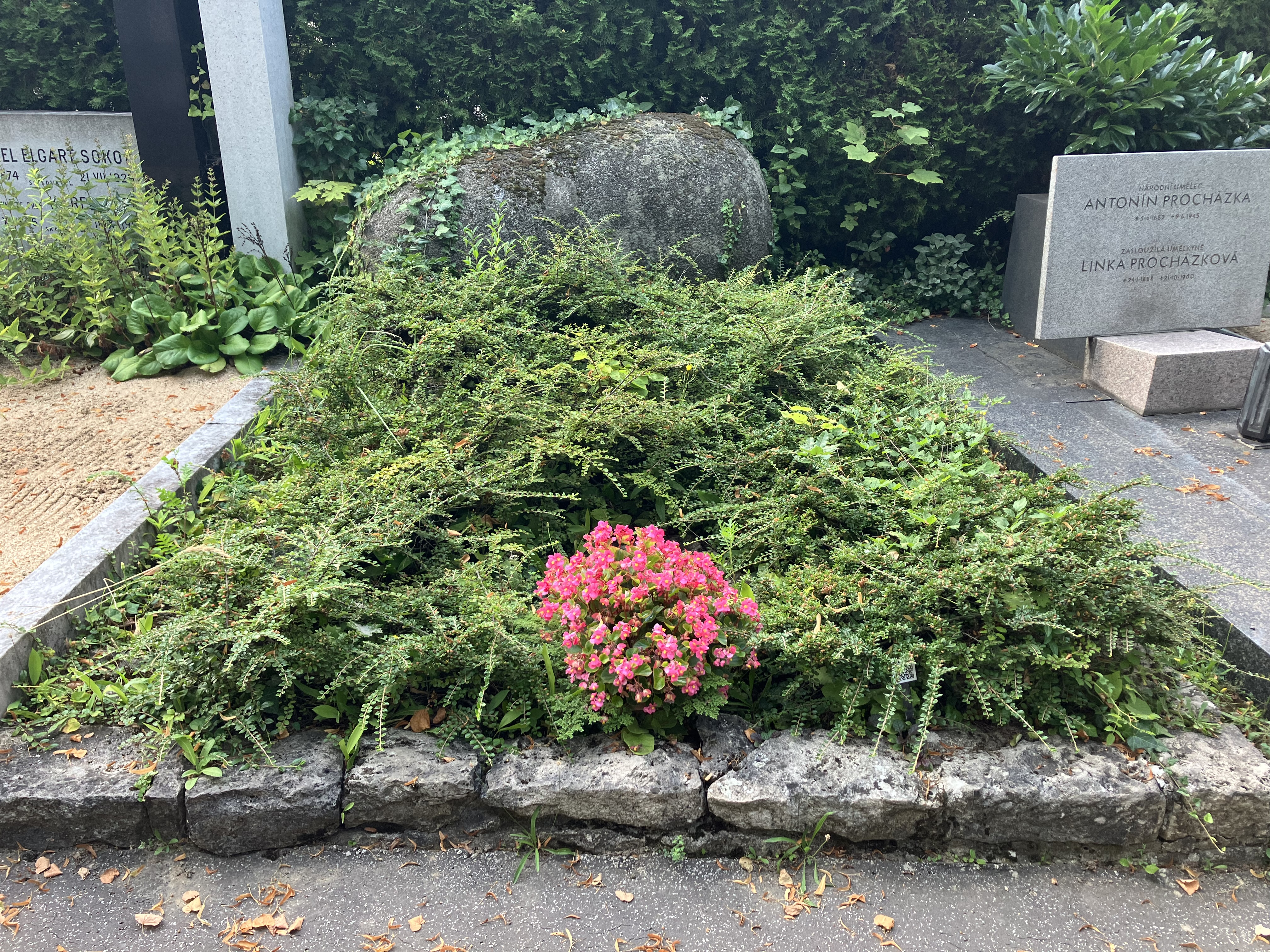
Hrob Jiřího Mahena

Jiří Mahen, vlastním jménem Antonín Vančura (12. prosince 1882 Čáslav – 22. května 1939 Brno), byl český básník, novinář, dramaturg, knihovník, režisér a divadelní kritik.

## Život

### Mládí
Jiří Mahen se narodil v rodině čáslavského krupaře Antonína Vančury a jeho manželky Elišky, rozené Chobotové. Pokřtěn byl jako Antonín Václav Josef Vančura. Jeho děd byl bratrem děda Vladislava Vančury. Svůj rod odvozovali od zemanů Vančurů z Řehnic; tento původ později inspiroval Vladislava Vančuru k napsání Markéty Lazarové. Mahena inspirovala historie rodu ke hře Mrtvé moře o selské rebelii na Čáslavsku, kde byl předobrazem jeho praděd Jan Vančura.
Rodina se v roce 1897 přestěhovala do Dubé, kde navštěvoval německou měšťanskou školu. Gymnázium studoval v Čáslavi a Mladé Boleslavi, kde roku 1902 maturoval. Již v té době se podílel na přípravě studentských časopisů, spolu se svým přítelem Rudolfem Těsnohlídkem.

### Studia v Praze
V obtížných finančních podmínkách i se zdravotními problémy studoval v Praze filozofickou fakultu, obory čeština a němčina. Spolupracoval s anarchistickým časopisem Nový kult a časopisem Moderní život, který byl tiskovým orgánem uměleckého spolku Syrinx. Seznámil se tak především s okruhem umělců scházejících se ve vile S. K. Neumanna, jako byl František Gellner, Jaroslav Hašek či Fráňa Šrámek. Státní závěrečnou zkoušku nesložil a v letech 1907–1910 učil jako suplent na reálce v Hodoníně a poté na obchodní škole v Přerově.

### Život v Brně
Roku 1910 se přestěhoval do Brna, kde působil po zbytek života.
V letech 1909–1919 byl redaktorem Lidových novin; odsud přešel do deníku Svoboda, v němž byl zaměstnán do roku 1936. V letech 1918–1920 působil jako dramaturg Národního divadla Brno. Od roku 1921 byl knihovníkem, později ředitelem Veřejné knihovny města Brna.

### Rodinný život
Dne 6. října 1919 v Brně uzavřel občanský sňatek s Karlou Haselmannovou (1896–1991). Manželství bylo bezdětné. Podle odkazu vdovy je dnes ve vilce, kde žili, knihovna a Mahenův památník. O svém manželství napsala vzpomínkovou knihu Život s Jiřím Mahenem (Mladá fronta, 1978).
Nevlastní bratr Pavel Vančura byl v roce 1943 popraven za odbojovou činnost.

### Závěr života
Jiří Mahen ukončil svůj život sebevraždou, čímž reagoval na německou okupaci. Jako další důvod se uvádí Mahenův zdravotní stav, kdy se obával, že nebude schopen další tvůrčí práce.
Je pohřben na Ústředním hřbitově v Brně, Čestný kruh, sk. 25e/ hr.62.

## Vznik pseudonymu
Pseudonym Mahen údajně vznikl sazečovým omylem při sazbě původního pseudonymu Maheu, což byl hrdina Zolova románu Germinal.

## Dílo
Jiří Mahen psal též pod řadou dalších pseudonymů.
Jeho lyrická tvorba je spojena s životním postojem tzv. generace anarchistických buřičů. Podle Mahenových současníků byla jeho pozdější tvorba ovlivněna impresionismem, jak však uvedl Arne Novák v nekrologu, sám Mahen toto přiřazení rozhorleně odmítal.
V přehledu jsou uvedena v závorce první vydání v češtině:

### Poezie
- Plamínky (verše; V Praze, Časopis pokrokového studentstva, 1907)
- Ballady (Brno, A. Píša, 1908) Dostupné online
- Duha (cyklus veršů; V Praze, Fr. Borový, 1916) Dostupné online
- Tiché srdce (verše 1916; Přerov, Tiskařská a vydavatelská společnost, 1917)
- Scirocco (epická báseň; Brno, St. Kočí, 1923)
- Básně (předmluvu napsal Vítězslav Nezval; V Praze, Družstevní práce, 1928)
- Balady (básně Jiřího Mahena, předmluvu napsal Karel Titz, litografie Eduard Milén; Brno, Skupina výtvarných umělců, 1929)
- Rozloučení s jihem (verše, se vstupní kresbou Eduarda Miléna; V Praze, Družstevní práce, 1934)
- Požár Tater (se vstupní kresbou Aloise Wachsmana; Praha, Družstevní práce, 1934)

### Próza
- Podivíni (prosa; Praha, František Adámek, 1907)
- Kamarádi svobody (1909) – studentský román. [13]
- Rybářská knížka (Brno, St. Kočí, 1921, Družstevní práce 1947, Čs. spisovatel 1956, 1967 a SNKL 1959, Československý spisovatel 1967)
- Měsíc (fantasie; V Praze, Stanislav Minařík 1920, Odeon 1968)
- Nejlepší dobrodružství (V Praze, Družstevní práce 1929, Rovnost 1950, Československý spisovatel 1955)
- Díže (1911) [14]
- Dvě povídky (1911) [15]
- Démoni (Hranice, Josef Hladký, 1931)
- Toulky a vzpomínky (výbor próz; upravil a vyzdobil Eduard Milén; V Praze, Družstevní práce, 1931)
- Povídky a kresby (výbor prós; upravil a vyzdobil Eduard Milén; Družstevní práce, 1931)

### Divadelní hry
- Klíč (hra o jednom dějství; Praha, Dělnická akademie, 1907) Dostupné online
- Jánošík (tragédie o pěti dějstvích; Praha-Král. Vinohrady, Přemysl Plaček, 1910) Dostupné online
- Jánošík (1909) [16]
- Mefistofeles (dramatická legenda; V Praze, Grosman a Svoboda, 1910) Dostupné online
- První deště (tragikomedie se schválně příliš dobrými a příliš špatnými lidmi; Praha, Přemysl Plaček, 1910)
- Juanův konec (Drama o jednom dějství; Praha, Máj, mezi 1901 a 1925)
- Nebe, peklo, ráj (1919) [17]
- Mrtvé moře (1918) [18]
- Generace (komedie o třech dějstvích s předehrou; Praha, B. Kočí, 1921)
- Dezertér (hra o 4 jednáních; V Praze, B. Kočí, 1923) Dostupné online
- Ulička odvahy (prajednoduchá komedie o třech aktech; V Praze, B. Kočí, 1917,Dostupné online ČDLJ 1951, Orbis 1953)
- Praha-Brno-Bratislava (veselohra o 3 dějstvích; Praha, Otakar Štorch-Marien, 1927)
- Nasredin čili Nedokonalá pomsta (Komedie o třech dějstvích, Praha, Archiv Národního divadla 1928, B. M. Klika 1930)
- Husa na provázku (6 filmových libret; Praha : Otakar Štorch-Marien, 1925 a Orbis 1959) Dostupné online
- Josef se vrátil (1919)[19]
- Lavička (1919)[20]
- Náměsíčný (dramatický sketch, Praha, Jos. Springer, 1919)
- Píseň života (1919)[21]
- Chroust (1920)[22]
- Rodina 1933 (dvě komedie o třech dějstvích; V Praze, Družstevní práce, 1934, B. M. Klika, 1934)
- Vyzkoušení přátelé (komedie o třech dějstvích; Praha, B. M. Klika, 1934
- Mezi dvěma bouřkami (hra o třech dějstvích; V Praze, Družstevní práce 1938, Dilia 1961)

### Pro děti
- Její pohádky (Brno, Barvič & Novotný, 1914)
- Dvanáct pohádek (ilustroval Josef Lada; V Praze, B. Kočí, 1918, Zápotočný 1935, Družstevní práce 1947 il. Jiří Trnka, Dostupné online Albatros 1969 il. J. Trnka)
- Co mi liška vyprávěla (pohádky s obrázky Fr. Hlavici; Praha, B. Kočí, 1922, Družstevní práce 1947, SNDK 1958 a 1964, Československý spisovatel 1974 a 1984, Vimperk Papyrus 1983 a 1993, Liberec Dialog 1996)

## Galerie

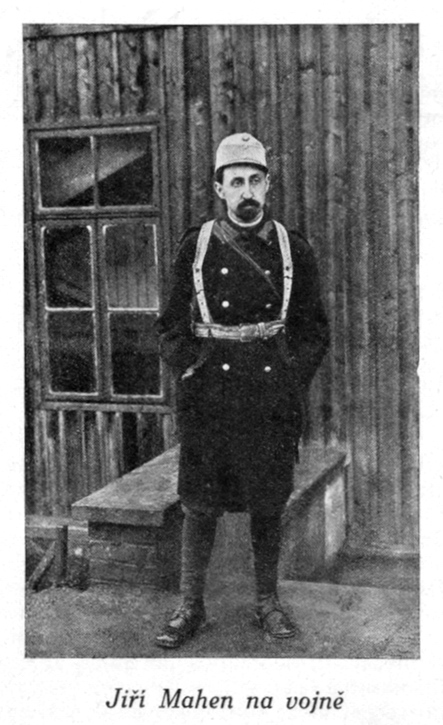
Jiří Mahen v době 1. svět. války (1915 nebo 1916)
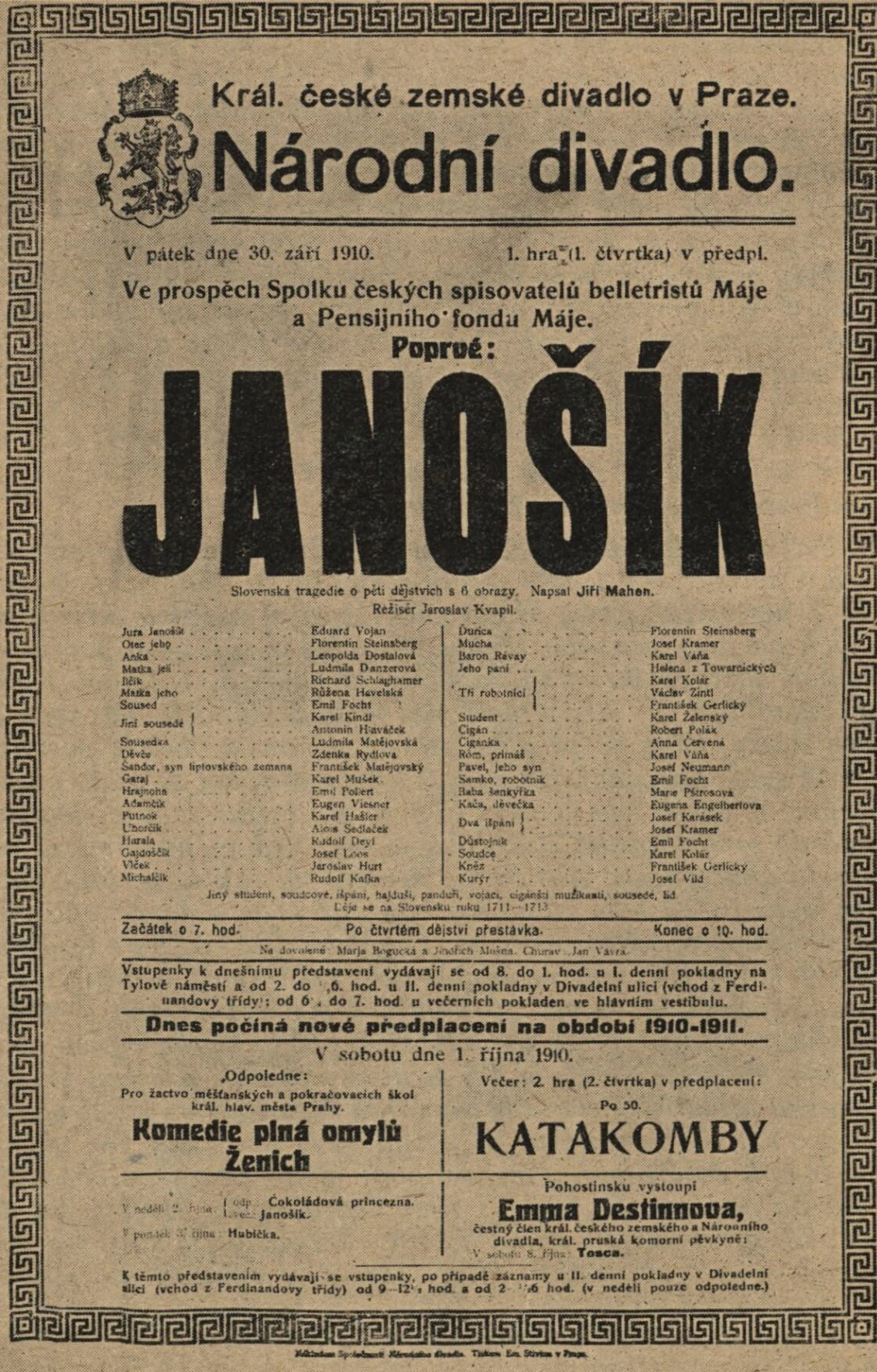
Jánošík, plakát premiéry v Národním divadle, 1910
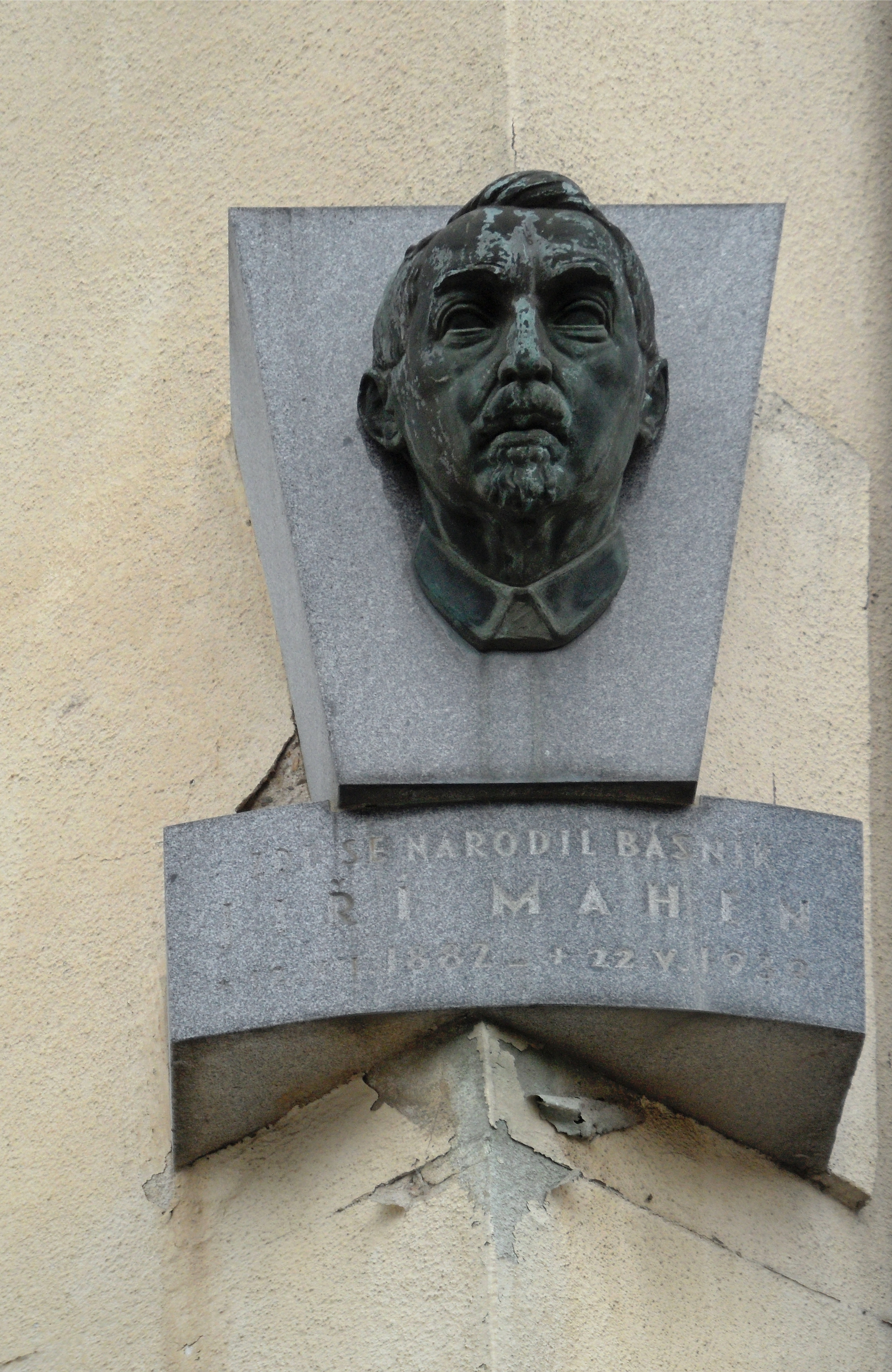
Pamětní deska v Čáslavi, kde se narodil
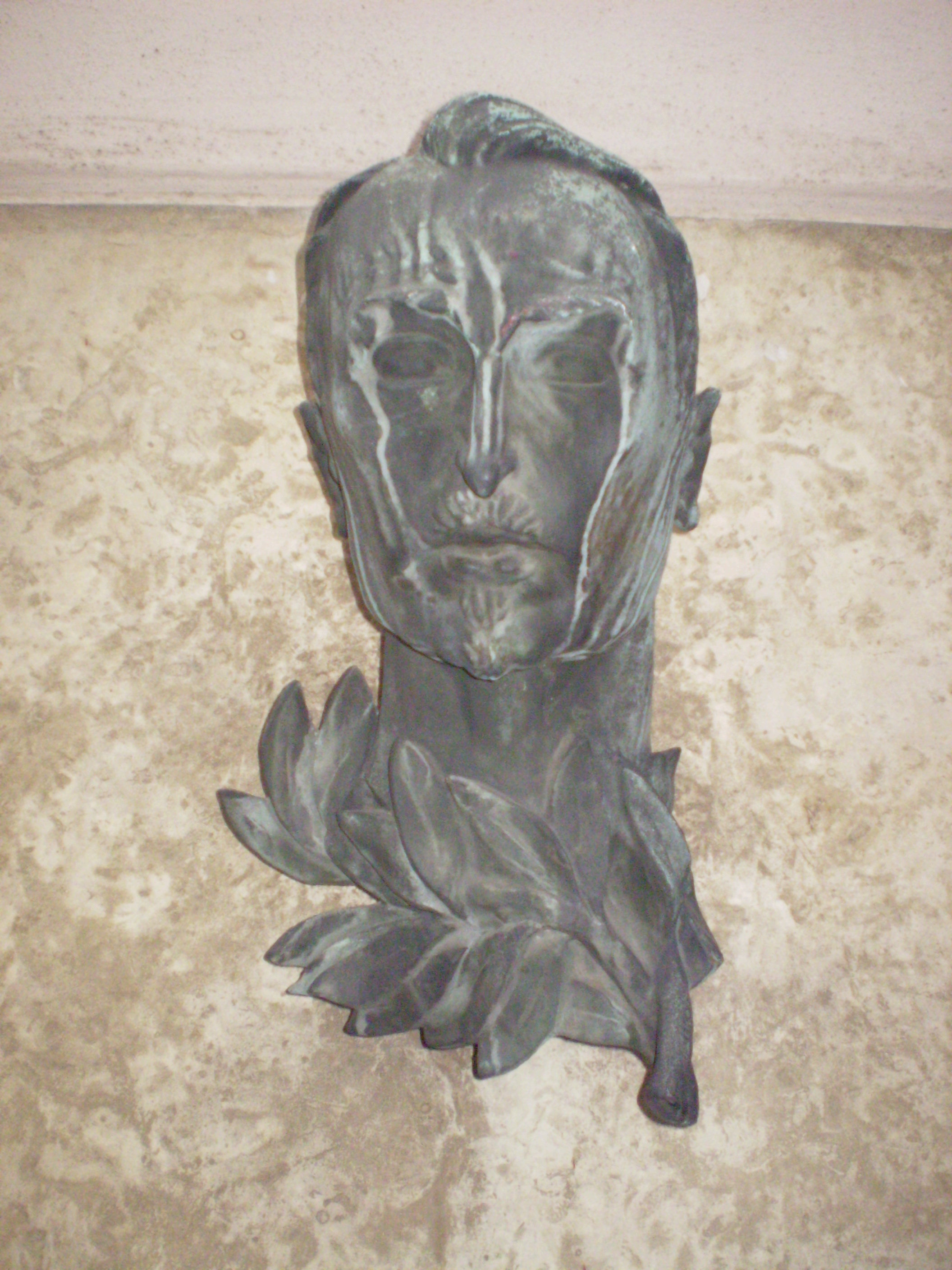
Busta Jiřího Mahena na pamětní desce v Brně